# O Boží obci
O Boží obci (latinsky De civitate Dei) je spis sv. Augustina Aurelia (354-430), v němž tento církevní otec a hipponský biskup nastiňuje uspořádání společnosti. Vznikal v letech 413-425, jako reakce na vyplenění Říma Vizigóty (410).
Ve 22 knihách tohoto spisu Augustin rozvíjí myšlenku dvou obcí: civitas Dei (obec Boží) a civitas terrena (obec pozemská). V průběhu pozemských dějin nejsou obě obce odděleny, ale překrývají se; boží obec navíc není zcela identická s církví a obec pozemskou nelze identifikovat s žádným konkrétním státem. Konečné oddělení dvou obcí nastane teprve na konci časů při posledním soudu. Dějinný vývoj pak spočívá v neustálém sváru mezi těmito dvěma obcemi. Augustin se tedy odklání od cyklického pojetí času, jež v antice převládalo, a přijímá pojetí lineární: dějiny jsou realizací Božího plánu – začínají Stvořením a končí druhým příchodem Krista.
Správné jednání v boží obci řídí pokora a láska k Bohu. V pozemském pak vládne lidská pýcha, místo lásky k Bohu tu panuje jenom sebeláska: poslušnost ustupuje neposlušnosti a svornost nesvornosti.
Augustin si nepřál kněžskou nebo církevní nadvládu nad světským státem, jak o to mnozí později usilovali ve středověku. Hlavním cílem světského státu bylo zajišťovat mír a nebránit vlastnímu posmrtnému životnímu cíli člověka.

## Česká vydání
- O městě Božím kněh dvamecítma, přeložil František Ladislav Čelakovský, 1829. Dostupné online.
- O Boží obci, 2 sv. Praha: Vyšehrad, 1950. Přeložila Julie Nováková.
- O Boží obci, 2 sv. Praha: Karolinum, 2007. Přetisk 1. vydání.